# Jack Straw
John Whitaker "Jack" Straw, (ur. 3 sierpnia 1946 w Buckhurst Hill w hrabstwie Essex) – brytyjski polityk, członek Brytyjskiej Partii Pracy, minister spraw wewnętrznych w latach 1997–2001, minister spraw zagranicznych Wielkiej Brytanii w latach 2001–2006 w gabinetach Tony’ego Blaira, w latach 2006–2007 przewodniczący większości w Izbie Gmin, od 28 czerwca 2007 r. do 11 maja 2010 r. lord kanclerz i minister sprawiedliwości w gabinecie Gordona Browna. Od 1979 r. jest członkiem brytyjskiego parlamentu.

## Życiorys
Dzieciństwo spędził w Loughton w hrabstwie Essex. Wykształcenie odebrał w Staples Road School w Loughton oraz Brentwood School. Następnie studiował prawo na Uniwersytecie w Leeds. Na studiach został wybrany przewodniczącym Związku Studentów Uniwersytetu Leeds. W 1964 r. został członkiem Labour Society, a dwa lata później jego przewodniczącym. W 1969 r. został przewodniczącym Narodowego Związku Studentów. Był nim do 1971 r. Po studiach rozpoczął praktykę prawniczą. Specjalizował się w prawie karnym. W latach 1971–1974 był członkiem Inner London Education Authority, a od 1973 r. jego wiceprzewodniczącym. W latach 1974–1976 był doradcą politycznym Barbary Castle w departamencie zabezpieczenia socjalnego, a następnie w latach 1976–1977 Petera Shore'a w departamencie środowiska.
Od 1979 r. jest członkiem Izby Gmin, wybranym w okręgu Blackburn. W okręgu zastąpił Barbarę Castle, która odeszła na emeryturę. W latach 80. XX wieku był opozycyjnym rzecznikiem do spraw ekonomicznych, a potem do spraw środowiska. W 1987 r. wszedł w skład laburzystowskiego gabinetu cieni jako minister edukacji. W latach 1992–1994 był opozycyjnym ministrem środowiska. Kiedy liderem Opozycji został Tony Blair Straw otrzymał stanowisko opozycyjnego ministra spraw wewnętrznych. Straw uważał, że reputacja Partii Pracy ucierpiała na skutek zbyt liberalnego stosunku do przestępczości i jako opozycyjny minister dał się poznać jako większy radykał od właściwego ministra, Michaela Howarda.

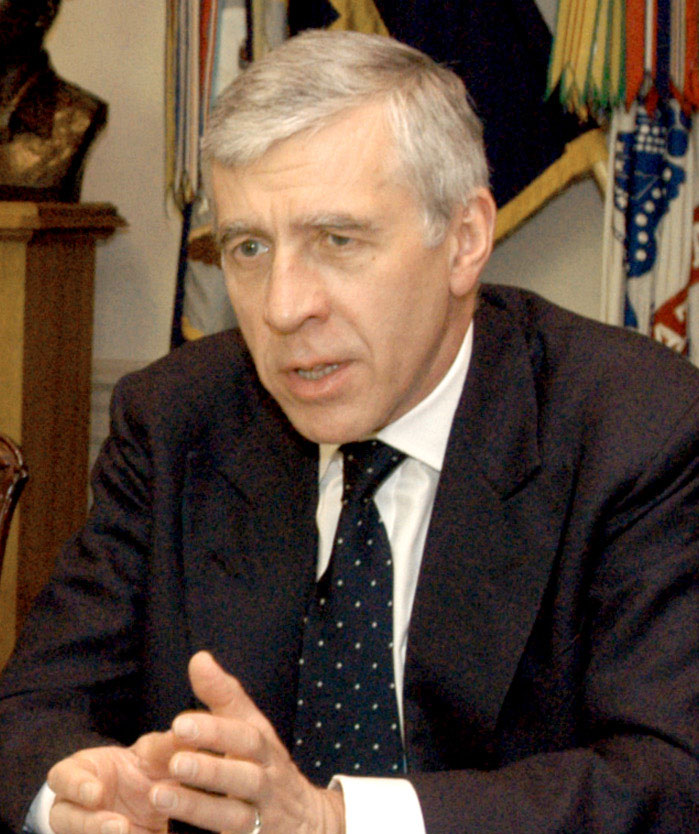
Straw na spotkaniu z Donaldem Rumsfeldem w Pentagonie w 2005 r.

Po wyborach parlamentarnych w 1997 r. Straw został właściwym ministrem spraw wewnętrznych. W 2000 r. doprowadził do uchwalenia Regulation of Investigatory Powers Act, zwiększającego uprawnienia policji w zakresie zwalczania terroryzmu. Jednocześnie Straw doprowadził do inkorporowania do brytyjskiego systemu prawnego Europejskiej Konwencji Praw Człowieka ostatecznie znoszącej karę śmierci.
Przewidywano, że po wygranych przez Partię Pracy wyborach w 2001 r. Straw zostanie mianowany ministrem transportu, jednak niespodziewanie został mianowany ministrem spraw zagranicznych i od razu musiał się zmierzyć z następstwami zamachów terrorystycznych na World trade Center i Pentagon 11 września 2001 r. Wraz z premierem Blairem przystąpił do wojny z terroryzmem i wysłał wojska brytyjskie do Afganistanu w 2001 r. i Iraku w 2003 r.
Po przegranej Partii Pracy w wyborach lokalnych, 5 maja 2006 r. premier Tony Blair zdymisjonował Jacka Strawa ze stanowiska szefa dyplomacji i jednocześnie nominował go przewodniczącym większości w Izbie Gmin oraz Lordem Tajnej Pieczęci. Funkcje te sprawował do 28 czerwca 2007 r. Wtedy to nowy premier Wielkiej Brytanii, Gordon Brown, powołał Strawa na stanowiska Lorda Kanclerza i ministra sprawiedliwości. Straw był jednym z trzech polityków, obok Browna i Alistaira Darlinga, którzy byli członkami gabinetu od objęcia przez laburzystów władzy w 1997 r. do porażki w wyborach parlamentarnych w 2010 r.
Straw jest żonaty z Alice Perkins. Mają syna Williama (ur. 1980 r.).

## Publikacje
- Implementation of the Human Rights Act 1998: Minutes of Evidence, 2001, ISBN 0-10-442701-9
- Making Prisons Work: Prison Reform Trust Annual Lecture, 1998, ISBN 0-946209-44-8
- Future of Policing and Criminal Justice (Institute of Police & Criminological Studies Occasional Paper S.), 1996, ISBN 1-86137-087-3
- Policy and Ideology, 1993, ISBN 0-9521163-0-8